# Roland Garros 2007

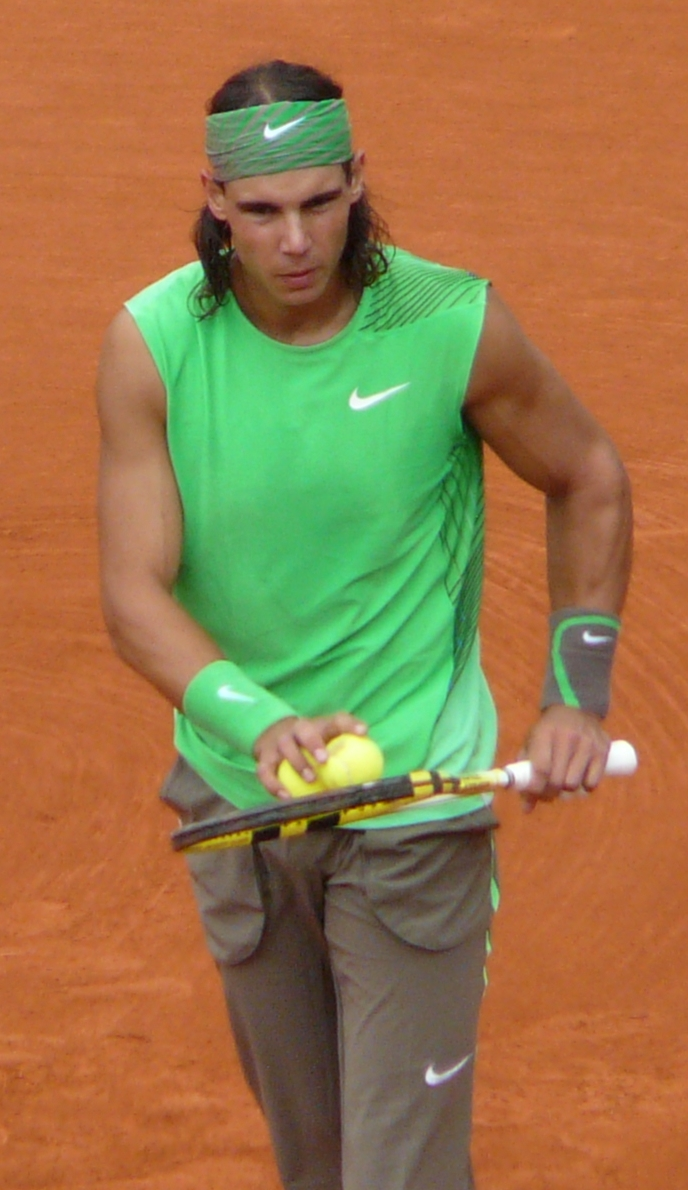
Rafael Nadal, winnaar bij de mannen.

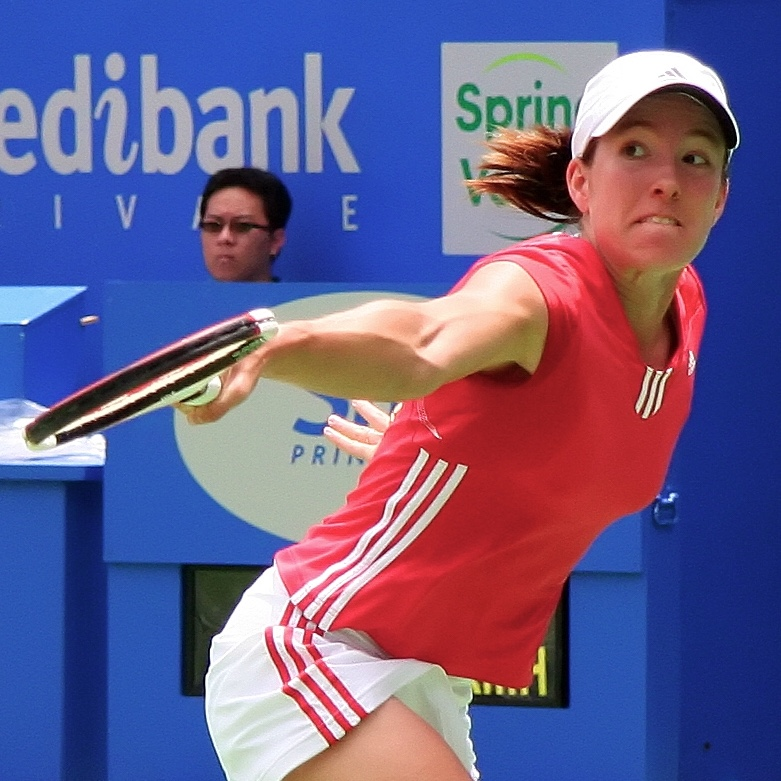
Justine Henin, winnares bij de vrouwen.

De 106e editie van het Franse grandslamtoernooi, Roland Garros 2007, werd gehouden van zondag 27 mei tot en met zondag 10 juni 2007. Voor de vrouwen was het de 100e editie. Het was, na afgelopen jaar, de tweede keer dat het toernooi op een zondag begon. Het toernooi werd gespeeld in het Roland-Garrosstadion in het 16e arrondissement van Parijs.

## Titelverdedigers
Titelverdedigers op dit toernooi in het enkelspel waren, net als vorig jaar, de Spanjaard Rafael Nadal bij de heren en de Belgische Justine Henin bij de dames.
In het dubbelspel waren de titelverdedigers bij de mannen het Zweeds/Wit-Russische duo Jonas Björkman / Maks Mirni, bij de vrouwen het Amerikaans/Australische duo Lisa Raymond / Samantha Stosur en het gemengde duo Katarina Srebotnik (Slovenië) / Nenad Zimonjić (Servië).

## Enkelspel

### Mannen
De Spanjaard Rafael Nadal won voor de derde achtereenvolgende keer het toernooi door de Zwitser Roger Federer in de finale met 6-3, 4-6, 6-3 en 6-4 te verslaan

### Vrouwen
De Belgische Justine Henin won voor de derde achtereenvolgende keer het toernooi door de Servische Ana Ivanović met 6-1, 6-2 te verslaan.

## Dubbelspel

### Mannen
De Bahamaan Mark Knowles en de Canadees Daniel Nestor wonnen het toernooi door in de finale de Tsjechen Lukáš Dlouhý en Pavel Vízner te verslaan met 2-6, 6-3 en 6-4.

### Vrouwen
Het Australisch/Italiaanse koppel Alicia Molik / Mara Santangelo won het toernooi door in de finale het Sloveens/Japans duo Katarina Srebotnik / Ai Sugiyama met 7-6, 6-4 te verslaan.

### Gemengd
Het Frans/Israëlisch duo Nathalie Dechy / Andy Ram won het toernooi door in de finale het Sloveens/Servisch koppel Katarina Srebotnik / Nenad Zimonjić met 7-5, 6-3 te verslaan.

## Belgische deelnemers

### Enkelspel

#### Mannen
Bij de mannen waren Olivier Rochus en Kristof Vliegen direct geplaatst voor het hoofdtoernooi. Via het kwalificatietoernooi plaatste Christophe Rochus zich. Xavier Malisse deed vanwege een polsblessure niet mee.
- Christophe Rochus
  - 1e ronde: verslagen door Stefan Koubek (Oostenrijk), 7-67, 61-7, 4-6, 2-1 (opgave)
- Olivier Rochus
  - 1e ronde: verslagen door Gaël Monfils (Frankrijk), 6-4, 4-6, 2-6, 1-6
- Kristof Vliegen
  - 1e ronde: won van Danai Udomchoke (Thailand), 6-2, 6-4, 6-3
  - 2e ronde: won van Richard Gasquet (Frankrijk) (nr. 11), 7-64, 6-3, 6-1
  - 3e ronde: verslagen door Guillermo Cañas (Argentinië) (nr. 19), 2-6, 2-6, 6-2, 3-6

#### Vrouwen
Bij de vrouwen deed alleen Justine Henin mee. De titelverdedigster was als eerste geplaatst. Kirsten Flipkens moest afzeggen vanwege een blessure aan de rechtervoorarm.
- Justine Henin (nr. 1)
  - 1e ronde: won van Jelena Vesnina (Rusland), 6-4, 6-3
  - 2e ronde: won van Tamira Paszek (Oostenrijk), 7-5, 6-1
  - 3e ronde: won van Mara Santangelo (Italië) (nr. 28), 6-2, 6-3
  - 4e ronde: won van Sybille Bammer (Oostenrijk) (nr.20), 6-2, 6-4
  - kwartfinale: won van Serena Williams (VS) (nr.8) 6-4, 6-3
  - halve finale: won van Jelena Janković (Servië) (nr.4), 6-2, 6-2
  - finale: won van Ana Ivanović (Servië) (nr.7), 6-1, 6-2

### Dubbelspel

#### Mannen
- Olivier Rochus met zijn Belgische partner Kristof Vliegen
  - 1e ronde: wonnen van Cyril Suk (Tsjechië) en Robin Vik (Tsjechië), 6-3, 6-4
  - 2e ronde: wonnen van Yves Allegro (Zwitserland) en Jim Thomas (Verenigde Staten) (nr. 13), 6-4, 6-4
  - 3e ronde: verslagen door Fabrice Santoro (Frankrijk) en Nenad Zimonjić (Servië) (nr. 4), 7-5, 3-6, 2-6
- Kristof Vliegen met zijn Belgische partner Olivier Rochus
  - 1e ronde: wonnen van Cyril Suk (Tsjechië) en Robin Vik (Tsjechië), 6-3, 6-4
  - 2e ronde: wonnen van Yves Allegro (Zwitserland) en Jim Thomas (Verenigde Staten) (nr. 13), 6-4, 6-4
  - 3e ronde: verslagen door Fabrice Santoro (Frankrijk) en Nenad Zimonjić (Servië) (nr. 4), 7-5, 3-6, 2-6

#### Vrouwen
Geen deelneemsters.

#### Gemengd
Geen deelnemers.

## Nederlandse deelnemers

### Enkelspel

#### Mannen
Bij de heren was Martin Verkerk geplaatst voor het hoofdtoernooi, op basis van zijn beschermde status naar aanleiding van zijn prestaties in het verleden. Via het kwalificatietoernooi drongen geen Nederlanders door.
- Martin Verkerk
  - 1e ronde: verslagen door Simone Bolelli (Italië), 1-6, 4-6, 4-6

#### Vrouwen
Van de Nederlandse vrouwen was Michaëlla Krajicek geplaatst voor het hoofdtoernooi. Via het kwalificatietoernooi voegden zich geen landgenotes toe.
- Michaëlla Krajicek
  - 1e ronde: won van Séverine Brémond (Frankrijk) (nr. 31), 6-3, 6-3
  - 2e ronde: won van Shenay Perry (Verenigde Staten), 6-4, 5-7, 6-1
  - 3e ronde: verslagen door Serena Williams (Verenigde Staten) (nr. 8) 6-3, 6-4

### Dubbelspel

#### Mannen
- Martin Verkerk met zijn partner Sergio Roitman (Argentinië)
  - 1e ronde: wonnen van Thomas Johansson (Zweden) en Jarkko Nieminen (Finland), 6-3, 63-7, 6-3
  - 2e ronde: verslagen door Simon Aspelin (Zweden) en Julian Knowle (Oostenrijk), 3-6, 0-6
- Rogier Wassen met zijn partner Jeff Coetzee (Zuid-Afrika)
  - 1e ronde: wonnen van Albert Montañés (Spanje) en Rubén Ramírez Hidalgo (Spanje), 6-4, 7-66
  - 2e ronde: wonnen van Julien Benneteau (Frankrijk) en Nicolas Mahut (Frankrijk), 6-4, 7-5
  - 3e ronde: verslagen door Jonas Björkman (Zweden) en Maks Mirni (Wit-Rusland) (nr. 2), 4-6, 3-6

#### Vrouwen
- Michaëlla Krajicek met haar partner Agnieszka Radwańska (Polen)
  - 1e ronde: wonnen van Anna-Lena Grönefeld (Duitsland) en Paola Suárez (Argentinië) (nr. 6), 6-2, 6-0
  - 2e ronde: wonnen van Alla Koedrjavtseva (Rusland) en Emma Laine (Finland), 6-4, 6-1
  - 3e ronde: verslagen door Janette Husárová (Slowakije) en Meghann Shaughnessy (Verenigde Staten) (nr. 10), 1-6, 4-6

#### Gemengd
Geen deelnemers.

## Overige winnaars

### Junioren, jongens, enkelspel
Vladimir Ignatik (Wit-Rusland) won van Greg Jones (Australië) met 6-3, 6-4

### Junioren, meisjes, enkelspel
Alizé Cornet (Frankrijk) won van Mariana Duque Mariño (Colombia) met 4-6, 6-1, 6-0

### Junioren, jongens, dubbelspel
Thomas Fabbiano (Italië) en Andrei Karatchenia (Wit-Rusland) wonnen van Kellen Damico (VS) en Jonathan Eysseric (Frankrijk) met 6-4, 6-0

### Junioren, meisjes, dubbelspel
Ksenia Milevskaya (Wit-Rusland) en Urszula Radwańska (Polen) wonnen van Sorana Cîrstea (Roemenië) en Alexa Glatch (VS) met 6-1, 6-4

### Veteranen, mannen tot 45 jaar, dubbelspel
Arnaud Boetsch (Frankrijk) en Guy Forget (Frankrijk) wonnen van Henri Leconte (Frankrijk) en Cédric Pioline (Frankrijk) met 6-3, 3-6, [16-14]

### Veteranen, mannen vanaf 45 jaar, dubbelspel
Anders Järryd (Zweden) en John McEnroe (VS) wonnen van John Fitzgerald (Australië) en Guillermo Vilas (Argentinië) met 6-1, 6-2

### Rolstoel, mannen, enkelspel
Shingo Kunieda (Japan) won van Robin Ammerlaan (Nederland) met 6-3, 6-4

### Rolstoel, vrouwen, enkelspel
Esther Vergeer (Nederland) won van Florence Gravellier (Frankrijk) met 6-3, 5-7, 6-2

### Rolstoel, mannen, dubbelspel
Stéphane Houdet (Frankrijk) en Michaël Jérémiasz (Frankrijk) wonnen van Shingo Kunieda (Japan) en Satoshi Saida (Japan) met 7-64, 6-1

### Rolstoel, vrouwen, dubbelspel
Maaike Smit (Nederland) en Esther Vergeer (Nederland) wonnen van Florence Gravellier (Frankrijk) en Mie Yaosa (Japan) met 6-1, 6-4

## Kwalificatietoernooi (enkelspel)
Algemene regels – Aan het hoofdtoernooi (enkelspel) doen bij de mannen en vrouwen elk 128 tennissers mee. De 104 beste mannen en 108 beste vrouwen van de wereldranglijst die zich inschrijven worden rechtstreeks toegelaten. Acht mannen en acht vrouwen krijgen van de organisatie een wildcard. Voor de overige ingeschrevenen resteren dan nog zestien plaatsen bij de mannen en twaalf plaatsen bij de vrouwen in het hoofdtoernooi – deze plaatsen worden via het kwalificatietoernooi ingevuld. Aan dit kwalificatietoernooi doen nog eens 128 mannen en 96 vrouwen mee.
Via het kwalificatietoernooi probeerden de volgende Belgen en Nederlanders kwalificatie voor het hoofdtoernooi af te dwingen:

### Belgen op het kwalificatietoernooi
De volgende Belgen deden mee aan het kwalificatietoernooi:
- Dick Norman
  - 1e ronde: verslagen door Brian Dabul (Argentinië), 4-6, 4-6
- Christophe Rochus
  - 1e ronde: won van Wesley Moodie (Zuid-Afrika), 7-6(2), 6-2
  - 2e ronde: won van Adrian Ungur (Roemenië), 6-2. 6-1
  - 3e ronde: won van Tomas Zib (Tsjechië), 2-6, 6-4, 8-6
  - Rochus plaatste zich hiermee voor het hoofdtoernooi.

### Nederlanders op het kwalificatietoernooi
De volgende Nederlandse heren deden mee aan het kwalificatietoernooi:
- Raemon Sluiter
  - 1e ronde: won van Ricardo Mello (Brazilië), 65-7, 6-3, 6-4
  - 2e ronde: verslagen door Laurent Recouderc (Frankrijk), 63-7, 3-6
- Dennis van Scheppingen
  - 1e ronde: verslagen door Dacian Craciun (Roemenië), 0-6, 3-6
- Robin Haase
  - 1e ronde: won van Nicolas Tourte (Frankrijk), 66-7, 6-2, 6-2
  - 2e ronde: verslagen door: Boris Pashanski (Servië), 4-6, 6-3, 9-11

Bij de dames deed alleen Elise Tamaëla mee aan het kwalificatietoernooi. Ze werd in de eerste kwalificatieronde verslagen door Kathrin Wörle uit Duitsland met 1-6, 4-6.
1891 · 1892 · 1893 · 1894 · 1895 · 1896 · 1897 · 1898 · 1899 · 1900 · 1901 · 1902 · 1903 · 1904 · 1905 · 1906 · 1907 · 1908 · 1909 · 1910 · 1911 · 1912 · 1913 · 1914 · 1915–1919 · 1920 · 1921 · 1922 · 1923 · 1924 · 1925 · 1926 · 1927 · 1928 · 1929 · 1930 · 1931 · 1932 · 1933 · 1934 · 1935 · 1936 · 1937 · 1938 · 1939 · 1940–1945 · 1946 · 1947 · 1948 · 1949 · 1950 · 1951 · 1952 · 1953 · 1954 · 1955 · 1956 · 1957 · 1958 · 1959 · 1960 · 1961 · 1962 · 1963 · 1964 · 1965 · 1966 · 1967
↓ open tijdperk ↓
1968 (m-v-md-vd-gd) · 1969 (m-v-md-vd-gd) · 1970 (m-v-md-vd-gd) · 1971 (m-v-md-vd-gd) · 1972 (m-v-md-vd-gd) · 1973 (m-v-md-vd-gd) · 1974 (m-v-md-vd-gd) · 1975 (m-v-md-vd-gd) · 1976 (m-v-md-vd-gd) · 1977 (m-v-md-vd-gd) · 1978 (m-v-md-vd-gd) · 1979 (m-v-md-vd-gd) · 1980 (m-v-md-vd-gd) · 1981 (m-v-md-vd-gd) · 1982 (m-v-md-vd-gd) · 1983 (m-v-md-vd-gd) · 1984 (m-v-md-vd-gd) · 1985 (m-v-md-vd-gd) · 1986 (m-v-md-vd-gd) · 1987 (m-v-md-vd-gd) · 1988 (m-v-md-vd-gd) · 1989 (m-v-md-vd-gd) · 1990 (m-v-md-vd-gd) · 1991 (m-v-md-vd-gd) · 1992 (m-v-md-vd-gd) · 1993 (m-v-md-vd-gd) · 1994 (m-v-md-vd-gd) · 1995 (m-v-md-vd-gd) · 1996 (m-v-md-vd-gd) · 1997 (m-v-md-vd-gd) · 1998 (m-v-md-vd-gd) · 1999 (m-v-md-vd-gd) · 2000 (m-v-md-vd-gd) · 2001 (m-v-md-vd-gd) · 2002 (m-v-md-vd-gd) · 2003 (m-v-md-vd-gd) · 2004 (m-v-md-vd-gd) · 2005 (m-v-md-vd-gd) · 2006 (m-v-md-vd-gd) · 2007 (m-v-md-vd-gd) · 2008 (m-v-md-vd-gd) · 2009 (m-v-md-vd-gd) · 2010 (m-v-md-vd-gd) · 2011 (m-v-md-vd-gd) · 2012 (m-v-md-vd-gd) · 2013 (m-v-md-vd-gd) · 2014 (m-v-md-vd-gd) · 2015 (m-v-md-vd-gd) · 2016 (m-v-md-vd-gd) · 2017 (m-v-md-vd-gd) · 2018 (m-v-md-vd-gd) · 2019 (m-v-md-vd-gd) · 2020 (m-v-md-vd) · 2021 (m-v-md-vd-gd) · 2022 (m-v-md-vd-gd) · 2023 (m-v-md-vd-gd) · 2024 (m-v-md-vd-gd)
Lijst van Roland Garroswinnaars